# نقش قلعة عمان
يعد نقش قلعة عمان أقدم نقش معروف باللغة العمونية. اكتشف عام 1961 في قلعة عمان، ونشر لأول مرة عام 1968 من قبل سيغفريد هورن. وفي وقت اكتشافه كان ثالث أطول نقش حجري سامي تم العثور عليه في جنوب بلاد الشام، بعد مسلة ميشا ونقش سلوام. يُعرف النقش باسم KAI 307. اعتبارًا من عام 1969، كان النقش معروضًا في متحف الآثار الأردني.

## الوصف
النقش محفور في كتلة من الحجر الجيري الأبيض يبلغ حجمها حوالي 26 × 19 سم (10 × 7½ بوصة)، مع فقدان أجزاء من النقش. معظم الحروف مرئية بوضوح، والحجر به آثار قليلة للتآكل، وبالتالي ربما لم يتعرض للعوامل الجوية.
يحتوي النقش على ثمانية أسطر. هناك أجزاء مفقودة من الجانبين الأيسر والأيمن من النقش، ولا يبدو أن السطر السفلي يشمل نهاية النقش. يُعتقد أن السطر العلوي هو بداية النقش نظرًا لوجود مساحة فوقه.
ويظهر في الأسطر الثمانية 93 حرفًا، يتم تفسيرها على أنها موزعة بين حوالي 33 كلمة. يختلف حجم وشكل الحروف الفردية بشكل كبير، مما يشير إلى أن النقش جاء من ناسخ مبتدئ. العديد من الحروف لها أشكال غير عادية، على سبيل المثال، تحتوي ḥēt على عارضتين متقاطعتين فقط، مقارنة بالثلاثة المعتادة (𐤇، على غرار مسلة ميشا. التيت هي مجرد عارضة في دائرة (بدلا من المعتاد𐤈، والعين مفتوحة قليلاً إلى الأعلى (𐡏 من𐤏، والذي يظهر في النقوش الفينيقية فقط من القرن الخامس.
من المفهوم أنه نقش بناء، على الرغم من أن الترجمة تظل غير مؤكدة بسبب طبيعة النقش المجزأة. تفترض إعادة البناء التي قام بها ويليام فولكو أن النقش يتعلق بالإله العموني الرئيسي ميلكوم، حيث يقوم باستعادة حرف واحد مفقود لتشكيل الاسم.

## النقش
| النقش | الأصلي (الأبجدية الفينيقية)     | الأبجدية اللاتينية الترجمة الصوتية | الترجمة العربية                            |
| ----- | ------------------------------- | ---------------------------------- | ------------------------------------------ |
| نقش 1 | [...]𐤋𐤊𐤌.𐤁𐤍𐤄.𐤋𐤊.𐤌𐤁𐤀𐤕.𐤎𐤁𐤁𐤕[𐤌...] | […m]lkm.bnh.lk.mb’t.sbbt[…]        | […مي]لكم، لقد بنى لكم مداخل المنطقة[…]     |
| نقش 2 | [...]𐤊𐤊𐤋.𐤌𐤎𐤁𐤁.𐤏𐤋𐤊.𐤌𐤕𐤉𐤌𐤕𐤍[...]   | […]kkl.msbb.‘lk.mtymtn[…]          | […]أن كل الذين يهددونك يموتون موتا[…]      |
| نقش 3 | [...]𐤊𐤇𐤃.𐤀𐤊𐤇𐤃𐤌.𐤅𐤊𐤋.𐤌𐤏𐤓𐤁[...]    | […]kḥd.’kḥdm.wkl.m‘rb[…]           | […]سأدمرهم تدميرا، وجميع الذين يدخلون[...] |
| نقش 4 | [𐤌]𐤅𐤁𐤊𐤋.𐤎𐤃𐤓𐤕.𐤉𐤋𐤍𐤍.𐤑𐤃𐤒           | wbkl.sdrt.ylnn.ṣdq[m…]             | […]وفي وسط جميع أعمدتها يسكن الصديق[…]     |
| نقش 5 | [...]𐤋.𐤕𐤃𐤋𐤕.𐤁𐤈𐤍.𐤊𐤓𐤄[...]        | […]l.tdlt.bṭn.krh[…]               | […] فيعلق من أبوابه حلية[…]                |
| نقش 6 | [...]𐤄.𐤕𐤔𐤕𐤏.𐤁𐤁𐤍.𐤀𐤋𐤌[...]        | […]h.tšt‘.bbn.’lm[…]               | […]يتم تقديم سوء داخل رواقها[…]            |
| نقش 7 | [...]𐤅𐤔𐤋𐤅𐤄.𐤅𐤍[...]              | […]wšlwh.wn[…]                     | […]والسلامة[…]                             |
| نقش 8 | [...𐤋𐤌]𐤔𐤋𐤌.𐤋𐤄.𐤅𐤔[...]           | […]šlm.lh.wš[lm…]                  | […]السلام عليكم ورحمة الله وبركاته[آس…]    |